# Operațiunea Haos
Operațiunea Haos (1971) (Operation Chaos) este un roman science fiction și fantasy scris de Poul Anderson, bazat pe o istorie alternativă a Pământului, care în acest volum este numit Midgard.
Romanul este format dintr-o serie de povestiri scrise anterior de Anderson și publicate în The Magazine of Fantasy and Science Fiction, revizuite și completate cu materiale de legătură pentru a crea un tot unitar. Aceste povestiri sunt:
- Operation Afreet (septembrie 1956)
- Operation Salamander (ianuarie 1957)
- Operation Incubus (octombrie 1959)
- Operation Changeling (mai-iunie 1969)

## Cadrul acțiunii
Acțiunea se desfășoară pe un Pământ aflat pe un curs alternativ al istoriei și pe care locuitorii săi îl numesc Midgard. Până la data celui de-Al Doilea Război Mondial, istoria s-a desfășurat exact pe aceleași coordonate ca și cea din lumea reală. Conflagrația mondială nu are însă ca element principal Germania Nazistă , ci Califatul islamic, care a invadat Statele Unite.
În acestă lume paralelă, existența lui Dumnezeu a fost dovedită în mod științific, iar puterile magice sunt accesibile oricui. Mărcile de automobile bine-cunoscute produc mături și covoare zburătoare, armele sunt dotate cu gloanțe de argint pentru uciderea vârcolacilor, Polaroidul permite simularea efectelor lunii pline, iar inițiații pot face vrăji și pot chema în ajutorul lor demoni sau stihii. Raiul și Iadul există ca realități cuantice, interferența cu ele fiind tributară principiului conservării maselor.
Supremația creștinismului clasic, numit aici ”petrin”, este amenințată de evoluția fulminantă și agresivă a creștinismului ioanin, care se bazează pe cuvintele rostite de Iisus Hristos în Noul Testament privitor la destinul hărăzit apostolului Ioan.

## Intriga
Statele Unite au fost invadate de Califatul Islamic. Vârcolacul Steven Matuchek și vrăjitoarea Virginia se întâlnesc în timpul unei misiuni miltare menite să împiedice invadatorii islamici să elibereze o armă teribilă, un afreet, un spirit întemnițat într-un vas de către Regele Solomon. Misiunea e încununată cu succes, iar cei doi se îndrăgostesc unul de celălalt.
După terminarea războiului, cei doi se înscriu la Universitatea ”Trismegistos”. În timpul unei întreceri sportive, un student pus pe șotii invocă o stihie a focului, care scapă de sub control și amenință să dea foc întregului oraș, fiecare incendiu stârnit sporindu-i forțele. Ajutați de câțiva colegi de la universitate, cei doi reușesc să neutralizeze stihia.
După acest eveniment, Steve și Virginia se căsătoresc și decid să își petreacă luna de miere într-o zonă idilică aflată în apropierea ruinelor unei fortărețel. Aceste ruine sunt însă locuința unui cuplu teribil de ființe malefice, un incubus și un succubus, care încearcă să îi aducă pe cei doi sub puterea lor. În cele din urmă, instictele de vârcolac ale lui Steven se dovedesc cruciale în eliberarea de sub influența malignă.
După acest eveniment, în viața celor doi apare fetița Valeria, care este răpită de un demon din Infern în timpul unei lupte între angajații de la Nornwell și demonstranții bisericii ioanine. Bănuind că aceșia din urmă nu sunt străini de eveniment, Steven pătrunde în biserica lor și afl ă că, deși se proclama o religie a divinului, secta creează o punte de legătură între Pământ și forțele demonice. Împreună cu câțiva colegi, Steven și Virginia îi invocă pe matematicienii Lobacevski și Bolyai, care îi ajută să își găseasă drumul prin Iadul a cărui geometrie diferă de cea cunoscută. Ei reușesc să iasă victorioși din lupta cu forțele demonice, readucând-o pe Valeria pe Pământ, teafără și nevătămată.

## Aluzii și referințe culturale
Unele porțiuni ale cărții pot fi considerate o satiră socială. De exemplu, folosirea pe scară largă a măturilor și covoarelor zburătoare furnizează un substitut nepoluant pentru mașini, precum și o variantă de transport care evită blocajele din trafic, întreg cerul putând fi folosot pentru călătorie. Ulterior, în Infern, protagoniștii asistă la o formă de tortură rezervată păcătoșilor incurabili: aceștia sunt prizonieri în vehicule de sol oribile care emit gaze și se mișcă agonizant de încet pe benzile de asfalt aglomerate.
Tot în Infern, protagoniștii întâlnesc un individ cu puternic accent german, o mustață tunsă scurt, care poartă o banderolă cu o zvastică pe ea și la vederea căruia demonii tremură. Deoarece istoria alternativă prezentată în roman nu a cunoscut Germania Nazistă, protagoniștii nu îl recunosc în această personificare pe Hitler.
Înainte de a pleca în Infern, protagoniștii iau cu ei trei amulete: ”o insignă cu o bufniță,[...] o plăcuță miniaturală aztecă gravată cu un șarpe cu pene care rânjea grotesc, și [...] un pandantiv cu un ciocan argintiu, copie a unui simbol viking”. Ulterior, când cer ajutorul forțelor supranaturale, trei ființe răspund chemării lor. Prima este o femeie pe umărul căreia se odihnește o bufniță, purtând un coif cu creastă, o lance al cărei vârf împrăștie lumină și un scut care are gravat un cap de femeie cu plete alcătuite din șerpi, referință clară la zeița greacă Atena. A doua se prezintă sub forma unui șarpe cu ochi și dinți enormi, acoperit cu pene de culoarea curcubeului, simbolizându-l pe Quetzalcoatl, șarpele înaripat aztec. În fine, a treia entitate este un bărbat cu barbă roșie, armură și coif, care își face apariția într-un car tras de doi țapi și ține în mână un ciocan cu mâner scurt, aluzie la zeul viking Thor.

## Lista personajelor
- Steven Anton Matuchek - vârcolac, fost actor și căpitan în armata maericană
- Virginia Ginny Graylock - vrăjitoare, soția lui Steven, fostă angajată a Agenției Arcanelor și  căpitan în armata americană
- Valeria Victrix - fiica celor doi, care e răpită și dusă în Infern
- Svartalf - motanul magic al Virginiei
- Necuratul
- Barney Sturlason - șef de departament la Nornwell Scryotronics
- Nicolai Ivanovici Lobacevski - matematician rus al cărui suflet a ajuns în Rai și care împarte același trup cu Steven în timpul incursiunii în Infern
- János Bolyai - matematician maghiar al cărui suflet a rămas în Purgatoriu și care împarte același trup cu Svartalf în timpul incursiunii în Infern
- Doctorul Griswold - profesor la Universitatea Trismegistus
- Alan Abercrombie - asistent la catedra de profeții comparative a Universității Trismegistus
- Marmiadon - clopotar al bisericii ioanine
- Robert Cuțit Sclipitor - șeful secției locale a FBI
- Vanbrugh - general în armata americană în timpul războiului contra Califatului
- Bengt Malzius - președintele Universității Trismegistus
- Amaris/Cybelita Maledicto - incubus/succubus rezident în ruinele de la Fortaleza
- Karlslund - pastor luteran, membru al consiliului care îi ajută pe soții Matuchek să o recupereze pe Valeria
- Doctorul Nobu - metafizician, membru al consiliului care îi ajută pe soții Matuchek să o recupereze pe Valeria
- van Linden - profesor de alchimie la catedra Universității Trismegistus
- Hardy - membru al consiliului care îi ajută pe soții Matuchek să o recupereze pe Valeria
- Janice Wenzel - membră al consiliului care îi ajută pe soții Matuchek să o recupereze pe Valeria
- Falkenberg - matematician, membru al consiliului care îi ajută pe soții Matuchek să o recupereze pe Valeria
- Hugh Charles - amiral în rezervă, membru al consiliului care îi ajută pe soții Matuchek să o recupereze pe Valeria
- MacIlwraith - student care, vrând să facă o șotie, invocă o stihie a focului care dă foc orașului
- Jasper - profesor de metafizică la catedra Universității Trismegistus
- Harrigan - maior în armata americană în timpul războiului contra Califatului

## Opinii critice
Romanul a fost bine primit de către comunitatea SF. SF Site consideră că ”lumea lui Anderson este bine creionată și logică în limitele stabilite de autor”, dar critică faptul că ”personajele sunt bidimensionale”, considerând totuși că ”deși afectează realismul romanului, nu dăunează chiar atât de mult Operațiunii Haos, din pricina faptului că ideile lui Anderson sunt suficient de puternice pentru a ține cartea”.